# Профессора за сильный Израиль
Профессора за сильный Израиль (англ. Professors for a Strong Israel) — израильская общественная внепартийная организация.
Выступает за усиление борьбы с террором, за сохранение Израиля, как еврейского государства. Объединяет представителей интеллигенции — профессоров, учёных и исследователей из всех областей науки и из всех основных израильских университетов, колледжей и научных институтов. Как сказано в пресс-релизе организации членом организации может стать любой обладатель научной степени, разделяющий принципы, независимо от области занятий и места работы.
Организация была основана в 1988 году группой профессоров для противодействия определенным левым учёным, поддерживавшим антисионистские и «постсионистские» политические движения. Деятельность «Профессоров за сильный Израиль» значительно активизировалась после заключения «Соглашения Осло», когда к организации присоединились многие учёные, желавшие выразить протест против политики правительства Рабина, по их мнению, подвергавшей опасности Государство Израиль.

## Представительства
Главный офис в Иерусалиме, есть отделения в Хайфе, Нетании, Центральном и Южном районах Израиля, США.

## Основные принципы
Политика
Земля Израиля — достояние еврейского народа: Иудея, Самария, Газа и Голанские высоты — это неотъемлемые части Земли Израиля. Каждый еврей имеет неотъемлемое право жить в безопасности и под израильским суверенитетом в любой части Земли Израиля. Организация выступает категорически против передачи контроля над какой бы то ни было частью Земли Израиля какому бы то ни было иностранному органу.
Духовная область
Еврейские традиции: Для сохранения еврейского характера Государства Израиль, еврейские традиции и национальные ценности должны находиться в основе израильской юридической системы и системы образования.
Экономика
Рыночная экономика: Для реализации экономического потенциала Израиля необходимо, чтобы его политическая и экономическая системы руководствовались принципами рыночной экономики и избавились от коррупции, уменьшив при этом вмешательство государства в экономику.

## Направления деятельности
- Организация конференций и участие в общественных форумах
- Публикация аналитических исследований, статей и информационных бюллетеней
- Кампании в прессе, реклама и петиции
- Подготовка экспертных мнений и документов по вопросам образования, международной политики, экономики, юриспруденции, управления общественными структурами, городского планирования, транспорта, политики в области науки и технологии
- Помощь в развитии еврейских поселений в Иудее, Самарии, Газе и на Голанских высотах
- Встречи с членами Кнессета и ведущими политическими экспертами

## Современное руководство, президиум
- Доктор Ронен Шоваль[англ.], председатель президиума
- Профессор Амир Амихуд
- Доктор Моше Гольдберг, представитель хайфского отделения
- Профессор Реувен Орда
- Доктор Моше Перец
- Профессор Эли Поллак
- Доктор Эми Розенблюм
- Профессор Нава Тавгер
- Профессор Михаэль Шапиро
- Профессор Арье Эльдад

## Все лидеры (председатели движения)
- 2023 год — Наст вр. Профессор Амир Амихуд
- 2021 год — 2023 год Профессор Элиша Хаас
- 2020 год — 2021 год Профессор Ашер Яхалом
- 2017 год — 2020 год Профессор Мордехай Кейдар
- 2015 год — 2017 год Доктор Ронен Шоваль
- 2013 год — 2015 год Профессор Арье Эльдад
- 2011 год — 2013 год Доктор Габи Авиталь
- 2009 год — 2011 год Профессор Элиша Хаас
- 2007 год — 2009 год Профессор Эли Поллак
- 2005 год — 2007 год Доктор Эми Розенблюм
- 2001 год — 2005 год Доктор Рон Брайман
- 1999 год — 2001 год Профессор Эли Поллак
- 1997 год — 1999 год Профессор Эзра Зоар
- 1996 год (сентябрь — декабрь) Профессор Цви Офир
- 1995 год — 1996 год Профессор Исраэль Ханукоглу
- 1993 год — 1994 год Профессор Ариэль Коэн
- 1991 год — 1993 год Профессор Хаим Леванон
- 1989 год — 1991 год Профессор Асса Лифшиц
- 1987 год — 1989 год Профессор Йосеф Рабани